# سیارک ۱۸۹۰۰۰
سیارک ۱۸۹۰۰۰ (به انگلیسی: 189000 Alfredkubin، نامگذاری:2008JZ20) صد و هشتاد و نه هزارمین سیارک کشف شده‌است که در ۹ مه ۲۰۰۸ کشف شد.